# Vilâyet Prizren
Das Vilâyet Prizren (türkisch Prizren Vilayeti; albanisch Vilajeti i Prizrenit, serbisch Призренски вилајет Prizrenski vilajet) war ein 1869 etabliertes Vilâyet des Osmanischen Reiches. Die Hauptstadt des Vilâyets war Prizren.
Das Vilâyet bestand bis 1877, als es ins Vilâyet Kosovo integriert wurde.

## Geographie
Das Vilâyet Prizren bestand aus vier Sandschaks: Prizren, Skopje, Debar und Niš und hatte eine Fläche von 19.900 km².

## Gouverneure
- Tepedelenlizade İsmail Rahmi Paşa (Juli 1869 – Januar 1871)
- Tatar Saffet Paşa (Januar 1871 – November 1871)
- Sarı Galip Paşa (November 1871 – August 1872)
- Abdurrahman Nureddin Paşa (August 1872 – April 1873)
- Kalkandelenli Arnavut Mehmet Akif Paşa (April 1873 – Mai 1873)
- Hüseyin Hüsnü Paşa (Mai 1873 – April 1874)